# Johann Christoph von Wegnern
Johann Christoph von Wegnern (* 22. September 1702; † 1. Mai 1774) war ein preußischer Oberst und Regimentschef des Magdeburger Land-Regiments.

## Leben
Johann Christoph entstammte dem preußischen Adelsgeschlecht von Wegnern. Seine Eltern waren der Erbherr auf Malinowken und Krolawolla Daniel Ahasverus von Wegnern (1672–1708) und Marie Elisabeth von Buchholtz († 1733). Generalmajor Georg Friedrich von Wegnern (1729–1793) war sein Neffe. Wie die meisten seiner männlichen Verwandten trat er in die Preußische Armee ein und bestritt eine Offizierslaufbahn. Er soll bereits als Oberst im Infanterieregiment „Bonin“ gedient haben. Am 16. Januar 1757 wurde er Inhaber des Magdeburger Land-Regiments, welches zur Unterscheidung vom Milizregiment „Jung-Wegnern“ den Namen „Alt-Wegnern“ erhielt. Wegnern vermählte sich 1746 mit Luise Katharina von Graevenitz (* 1727), Tochter des Generals der Infanterie David Jürgen von Graevenitz (1680–1757). Kinder sind aus dieser Ehe nicht bekannt geworden. Gemeinsam mit seiner Frau erwarb er am 24. Juni 1764 für 12.050 Taler das ostpreußische Gut Liekeim bei Bartenstein.